# Манаенко, Иван Ильич
Ива́н Ильи́ч Мана́енко (5 декабря 1919, Енакиево — 1985) — советский фехтовальщик и тренер. Участник летних Олимпийских игр 1952 года.

## Биография
Родился 5 декабря 1919 года в посёлке Енакиевский Екатеринославской губернии Украинской ССР (сейчас город Енакиево в Донецкой области Украины).
С 1937 года тренировался в Харьковском институте физической культуры под началом участника летних Олимпийских игр 1900 года Петра Заковорота. В 1939 годах создал фехтовальную секцию в местном кавалерийском училище.
Во время Великой Отечественной войны работал в частях особого назначения.
Выступал в соревнованиях по фехтованию за «Динамо» из Москвы.
В 1947 году стал чемпионом СССР в фехтовании на саблях, в 1950—1951 годах — в фехтовании на рапирах.
В 1952 году вошёл в состав сборной СССР на летних Олимпийских играх в Хельсинки. В личном турнире саблистов на групповом этапе, выиграв 5 из 6 поединков, поделил 1-2-е места с Франсуа Хейвартом из Бельгии. В четвертьфинальной группе, выиграв 5 из 7 поединков, занял 3-е место. В полуфинальной группе, выиграв 2 из 3 поединков, поделил 4-6-е места и выбыл из розыгрыша. В командном турнире саблистов сборная СССР, за которую также выступали Марк Мидлер, Владимир Вышпольский и Борис Беляков, на групповом этапе проиграла Бельгии — 2:9 и ОГК — 7:9 и не попала в четвертьфинал.
Ещё по ходу выступлений начал тренерскую карьеру. Был одним из основоположников советского фехтования.
В 1949—1980 годах был старшим тренером московского «Динамо» по фехтованию, занимался со спортсменами по всем видам оружия, включая штык. С 1953 года был старшим тренером рапиристок сборной СССР, возглавлял команду на летних Олимпийских играх 1960, 1964, 1968, 1972 годов. Был тренером саблистов сборной СССР на летних Олимпийских играх 1956 года. Под началом Манаенко сборная СССР трижды становилась олимпийском чемпионом (1960, 1964, 1972), семь раз — чемпионом мира.
Среди воспитанников Манаенко — Валентина Растворова, Александра Забелина, Галина Горохова, Яков Рыльский, Юрий Рудов, Леонид Романов.
Заслуженный тренер СССР.
Умер в 1985 году.

## Память
В 2007 году введён в Зал славы отечественного фехтования как тренер.

## Награды
- Орден Трудового Красного Знамени (16.09.1960) — за успешные выступления в XVII летних и VIII зимних Олимпийских играх 1960 года, а также за выдающиеся спортивные достижения[9]
- Орден «Знак Почёта» (1970)[7]
- Медаль «За трудовую доблесть» (27.04.1957) — «за успехи, достигнутые в деле развития массового физкультурного движения в стране, повышения мастерства советских спортсменов, и успешное выступление на международных соревнованиях»